# 2021 en athlétisme
| Années de l'athlétisme : 2018 - 2019 - 2020 - 2021 - 2022 - 2023 - 2024    |
| Décennies de l'athlétisme : 1990 - 2000 - 2010 - 2020 - 2030 - 2040 - 2050 |

Cet article récapitule les faits marquants de l'année 2021 en athlétisme, les grandes compétitions de l'année, les records mondiaux et continentaux battus en 2021 et les décès d'athlètes survenus cette même année.

## Faits marquants

### Janvier
- 16 janvier : le Burkinabé Hugues Fabrice Zango bat le record du monde du triple saut en salle avec une marque à 18,07 m et devient le premier athlète à passer la barre des 18 m en salle[1].
- 24 janvier : l'Américain Ryan Crouser bat le record du monde en salle du lancer du poids avec une marque à 22,82 m[2].
- 29 janvier : le Bahreïni Abdelrahman Mahmoud devient le premier athlète de son pays à se qualifier pour le lancer du poids aux Jeux olympiques[3].
- 30 janvier : la Britannique Keely Hodgkinson bat le record du monde en salle junior du 800 mètres en 1 min 59 s 03 lors du meeting Indoor Track & Field de Vienne[4].

### Février
- 6 février : l'Américaine Athing Mu bat le record du monde junior du 400 mètres en 50 s 52 lors du Charlie Thomas Invitational à College Station[5].
- 9 février : l'Éthiopienne Gudaf Tsegay bat le record du monde en salle du 1 500 mètres en 3 min 53 s 09 lors du Meeting Hauts-de-France Pas-de-Calais à Liévin[6].
- 14 février :
  - le Belge Jente Hauttekeete bat le record du monde junior de l'heptathlon en salle avec 6 062 points et devient le premier athlète de moins de 20 ans à passer la barre des 6 000 points[7].
  - la Kényane Beatrice Chepkoech bat le record du monde du 5 kilomètres en 14 min 43 s lors du 5 km Herculis à Monaco[8].
- 19 février : la Croate Blanka Vlašić, quadruple championne du monde de saut en hauteur annonce sa retraite sportive[9].
- 24 février : l'Américain Grant Holloway bat le record du monde en salle du 60 mètres haies en 7 s 29 lors du meeting de Madrid[10].
- 26 février : La Jamaïcaine Ackera Nugent améliore le record du monde junior du 60 mètres haies lors du Big 12 Championships en 7 s 91[11].
- 27 février : l'Américaine Athing Mu améliore le record du monde junior du 800 mètres lors de la Southeastern Conference Championships avec un temps de 1 min 58 s 40[12].

## Compétitions majeures

### Monde
- Jeux olympiques, prévu initialement en août 2020, ils sont reportés à août 2021[13].
- Relais mondiaux 2021
- Championnats du monde juniors, prévus initialement en juillet 2020, ils sont reportés du 17 au 22 août 2021.

### Afrique
- Championnats d'Afrique, prévus initialement en juin 2020, reportés finalement à 2021[14].

### Europe
- Championnats d'Europe jeunesse, prévus initialement en juillet 2020, ils sont finalement reportés à août 2021.

## Records

### Records du monde
| Épreuve | Athlète            | Nation | Performance | Compétition   | Lieu   | Date            | Réf.  |
| ------- | ------------------ | ------ | ----------- | ------------- | ------ | --------------- | ----- |
| 5 km    | Beatrice Chepkoech | Kenya  | 14 min 43 s | 5 km Herculis | Monaco | 14 février 2021 | [ 8 ] |

| Épreuve         | Athlète              | Nation       | Performance   | Compétition                           | Lieu         | Date            | Réf.   |
| --------------- | -------------------- | ------------ | ------------- | ------------------------------------- | ------------ | --------------- | ------ |
| 60 m haies      | Grant Holloway       | États-Unis   | 7 s 29        | Meeting de Madrid                     | Madrid       | 24 février 2021 | [ 10 ] |
| 1 500 m         | Gudaf Tsegay         | Éthiopie     | 3 min 53 s 09 | Meeting Hauts-de-France Pas-de-Calais | Liévin       | 9 février 2021  | [ 6 ]  |
| Triple saut     | Hugues Fabrice Zango | Burkina Faso | 18,07 m       |                                       | Aubière      | 16 janvier 2021 | [ 1 ]  |
| Lancer du poids | Ryan Crouser         | États-Unis   | 22,82 m       | American Track League                 | Fayetteville | 25 janvier 2021 | [ 2 ]  |

### Records continentaux

#### Afrique
| Épreuve | Athlète            | Nation | Performance      | Compétition   | Lieu   | Date            | Réf.  |
| ------- | ------------------ | ------ | ---------------- | ------------- | ------ | --------------- | ----- |
| 5 km    | Beatrice Chepkoech | Kenya  | 14 min 43 s (RM) | 5 km Herculis | Monaco | 14 février 2021 | [ 8 ] |

| Épreuve     | Athlète              | Nation       | Performance   | Compétition                                  | Lieu         | Date            | Réf.   |
| ----------- | -------------------- | ------------ | ------------- | -------------------------------------------- | ------------ | --------------- | ------ |
| 200 m       | Favour Ofili         | Nigeria      | 22 s 75       | Southeastern Conference indoor championships | Fayetteville | 27 février 2021 | [ 15 ] |
| 1 500 m     | Gudaf Tsegay         | Éthiopie     | 3 min 53 s 09 | Meeting Hauts-de-France Pas-de-Calais        | Liévin       | 9 février 2021  | [ 6 ]  |
| Triple saut | Hugues Fabrice Zango | Burkina Faso | 18,07 m       |                                              | Aubière      | 16 janvier 2021 | [ 1 ]  |

#### Amérique du Nord, centrale et des Caraïbes
| Épreuve         | Athlète             | Nation     | Performance   | Compétition                                             | Lieu          | Date                           | Réf.   |
| --------------- | ------------------- | ---------- | ------------- | ------------------------------------------------------- | ------------- | ------------------------------ | ------ |
| 60 m haies      | Grant Holloway      | États-Unis | 7 s 32 7 s 29 | Meeting Hauts-de-France Pas-de-Calais Meeting de Madrid | Liévin Madrid | 9 février 2021 24 février 2021 | ,      |
| 400 m           | Shaunae Miller-Uibo | Bahamas    | 50 s 21       | New Balance Indoor Grand Prix                           | New York      | 13 février 2021                | [ 17 ] |
| 800 m           | Donavan Brazier     | États-Unis | 1 min 44 s 21 | New Balance Indoor Grand Prix                           | New York      | 13 février 2021                | [ 18 ] |
| Lancer du poids | Ryan Crouser        | États-Unis | 22,82 m       | American Track League                                   | Fayetteville  | 24 janvier 2021                | [ 2 ]  |

#### Asie
| Épreuve         | Athlète             | Nation  | Performance | Compétition                  | Lieu   | Date            | Réf.  |
| --------------- | ------------------- | ------- | ----------- | ---------------------------- | ------ | --------------- | ----- |
| Lancer du poids | Abdelrahman Mahmoud | Bahreïn | 21,10 m     | Belarus Athletics Indoor Cup | Homiel | 29 janvier 2021 | [ 3 ] |

#### Europe
| Épreuve | Athlète            | Nation  | Performance   | Compétition                           | Lieu   | Date           | Réf.   |
| ------- | ------------------ | ------- | ------------- | ------------------------------------- | ------ | -------------- | ------ |
| 1 500 m | Jakob Ingebrigtsen | Norvège | 3 min 31 s 80 | Meeting Hauts-de-France Pas-de-Calais | Liévin | 9 février 2021 | [ 16 ] |

#### Océanie
| Épreuve | Athlète        | Nation    | Performance   | Compétition                   | Lieu         | Date            | Réf.   |
| ------- | -------------- | --------- | ------------- | ----------------------------- | ------------ | --------------- | ------ |
| 800 m   | Charles Hunter | Australie | 1 min 45 s 59 | Tyson Invitational            | Fayetteville | 13 février 2021 | [ 19 ] |
| 1 500 m | Oliver Hoare   | Australie | 3 min 32 s 35 | New Balance Indoor Grand Prix | New York     | 13 février 2021 | [ 19 ] |

## Décès
| - 5 janvier : Mikhail Zhelev, coureur de steeple bulgare, à 77 ans (° 15 juillet 1943). - 7 janvier : Volodymyr Kyselyov, lanceur de poids soviétique, à 64 ans (° 1er janvier 1957). - 8 janvier : Bill Nankeville, demi-fondeur britannique, à 95 ans (° 24 mars 1925). - 13 janvier : Bernd Kannenberg, marcheur allemand, à 78 ans (° 20 août 1942). - 26 janvier : Margitta Gummel, lanceuse de poids allemande, à 79 ans (° 29 juin 1941). - 31 janvier : Alejandro Gómez, marathonien espagnol, à 53 ans (° 11 avril 1967). |  |  | - 7 février : Leslie Laing, sprinteur jamaïcain, à 95 ans (° 19 février 1925). - 8 février : Els Vader, sprinteuse néerlandaise, à 61 ans (° 24 septembre 1959). |  |  | - 8 mars : Josip Alebić, athlète de sprint yougoslave puis croate à 74 ans - 14 mars : Helena Fuchsová, athlète de sprint et de demi-fond tchécoslovaque puis tchèque à 55 ans |  |  | - 8 avril : Antal Kiss athlète de marches à 85 ans - 26 avril : Tamara Press, athlète de lancers de poids soviétique puis ukrainienne à 84 ans |  |  | - 13 mai : Christa Stubnick, athlète de sprint allemande à 87 ans - 16 mai : Alessandro Talotti, athlète de sauts italien à 40 ans - 19 mai : Lee Evans, athlète de sprint américain à 74 ans - 21 mai : Manfred Ommer, athlète de sprint allemand à 70 ans - 22 mai : Ron Hill, athlète de fond britannique à 82 ans - 22 mai : Pavol Szikora, athlète de marches tchécoslovaque puis slovaque à 69 ans - 30 mai : Rick Mitchell, athlète de sprint australien à 66 ans |  |  | - 7 juin : Jason Loutitt, athlète de fond et d'ultrafond canadien à 47 ans - 11 juin : Paola Pigni, athlète de fond italienne à 75 ans - 11 juin : Surat Singh Mathur, athlète de fond indien à 90 ans - 11 juin : Sara Wedlund, athlète de fond suédoise à 45 ans - 18 juin : Emma Roca, athlète d'endurance espagnole à 47 ans - 18 juin : Milkha Singh, athlète de demi-fond indien à 91 ans - 26 juin : Abdalelah Haroun, athlète de sprint soudanais puis quatari à 24 ans - 28 juin : Vera Nikolić, athlète de demi-fond yougoslave puis serbe à 72 ans - 30 juin : Janet Moreau, athlète de sprint américaine à 93 ans |

| - 1 juillet : Joshua Culbreath, athlète de haies américain à 88 ans - 5 juillet : Aggrey Awori, athlète de sprint et de haies puis homme politique ougandais à 82 ans - 5 juillet : Roberto Hernández, athlète de sprint cubain à 54 ans - 8 juillet : Adrian Metcalfe, athlète britannique spécialiste du 400 mètres à 79 ans - 18 juillet : Roger Quemener, athlète français, spécialiste de la marche athlétique de fond à 80 ans - 18 juillet : Nenad Stekić, athlète yougoslave puis serbe, spécialiste du saut en longueur à 70 ans - 31 juillet : Angela Bailey, athlète de sprint canadienne à 59 ans |  |  | - 9 août : Cameron Burrell, athlète de sprint et de sauts en longueur américain à 26 ans - 12 août : Karl-Friedrich Haas, athlète de sprint allemand à 90 ans - 15 août : Rafael Romero, athlète de sprint vénézuélien à 83 ans - 16 août : Volodymyr Holubnychy, athlète de marche soviétique puis ukrainien à 85 ans |  |  | - 3 septembre : Barbara Inkpen, athlète de saut en hauteur britannique à 71 ans - 14 septembre : Youri Sedykh, athlète de lancers de marteau soviétique puis ukrainien à 66 ans - 16 septembre : Margarita Ponomaryova, athlète de haies soviétique puis russe à 58 ans - 22 septembre : Jüri Tamm, athlète de lancers de marteau soviétique puis estonien à 64 ans - 29 septembre : Lee McNeill, athlète de sprint américain à 56 ans |  |  | - 4 octobre : Valeriy Pidluzhny, athlète de saut en longueur soviétique puis ukrainien à 69 ans - 13 octobre : Agnes Tirop, athlète de fond kényane à 25 ans - 22 octobre : Álex Quiñónez, athlète de sprint équatorien à 32 ans - 28 octobre : Ali Baghbanbashi, athlète de fond iranien à 97 ans |  |  | - 3 novembre : Dorothy Manley, athlète de sprint britannique à 94 ans - 6 novembre : Luíz Antônio dos Santos, athlète de fond brésilien à 57 ans - 7 novembre : Igor Nikulin, athlète de lancer de marteau soviétique puis russe à 61 ans - 17 novembre : Leonid Bartenyev, athlète de sprint soviétique puis ukrainien à 88 ans - 25 novembre : Julien Le Bas, athlète de sprint français à 97 ans - 28 novembre : Emmit King, athlète de sprint américain à 62 ans - 29 novembre : C. J. Hunter, athlète de lancer de poids puis entraîneur américain à 52 ans |  |  | - 3 décembre : Lamine Diack, athlète de sauts puis dirigeant sportif et ensuite homme politique sénégalais à 88 ans - 5 décembre : Sławomir Majusiak, athlète de fond polonais à 57 ans - 8 décembre : Andrzej Zieliński, athlète de sprint polonais à 85 ans |